# Борислава Танева
Борислава Александрова Танева е българска пианистка, композиторка и музикална педагожка, професор в Националната музикална академия.

## Биография
Баща ѝ е композиторът проф. Александър Танев, а брат ѝ е политологът и социолог проф. Тодор Танев. Завършва Националното музикално училище със златен медал, а след това Националната музикална академия „Проф. Панчо Владигеров“ в София със специалности пиано при проф. Джулия Ганева и проф. Константин Ганев, и композция при проф. Парашкев Хаджиев. От 1989 г. работи в Националната музикална академия. В периода 1990 – 1993 г. преподава пиано в Новата консерватория в Солун, Гърция.
От 1995 г. активно сътрудничи на детската вокална формация „Бон-Бон“. През 1998 г. участва във Втората международна среща на жени композиторки в Атина, Гърция, включена е в издаденото CD с произведения на участниците. През 1999/2000 г. печели стипендия на Министерството на външните работи на Италия и специализира съвременна музика при проф. Чери Брум в Милано. От 2000 до 2003 г. води клас по интерпретация на съвременна музика в Атина. Сътрудничи на консерваториите в Атина, Женева, Солун, Лариса, където води майсторски класове и изнася музикални семинари на различни теми: „Начална педагогика“, „Проблеми при интерпретирането на клавирния концерт“; „Интерпретация на съвременни творби“, „Особености при изпълнение на българска музика“ и др.
Участва в множество фестивали, между които: „Софийски музикални седмици“, „Евпопейски музикален фестивал“, „Новогодишен музикален фестивал“, „Мартенски музикални дни“, „Musicexchange“, „Звук и връзка“, „ppIANISSIMO“ – фестивал за съвременна клавирна музика в София; Балкански форум „Серес“, Музикален фестивал „Кефалоня“, Музикален фестивал в Делфи – Гърция, Фестивал за камерна музика в Tortoreto, Музикален фестивал „San Benedetto“ – Италия, Международнен фестивал „Craiova muzicala“ – Румъния и др.
Като пианистка гастролира в Гърция, Италия, Испания, Германия, Литва, Израел, Франция, Северна Македония и др. Солист е на оркестри в Солун, Атина, Израел, Украйна и Швейцария. Участва и в различни камерни формации.
Основател и член е на швейцарско-българската асоциация за култура SBAC.
Реализира за първи път в България в 9 концерта интегрално изпълнение на клавирните сонати на Йозеф Хайдн.
Има записи за Българското национално радио, Българската национална телевизия, както и за гръцката телевизия ЕРТ-3. Лауреат е на конкурсите Sinegallia (1983), „Св. Обретенов“ (1988). Носител е на наградата „Златно перо“ за 2014 г. за изключителен принос към българската култура и изкуство.
През 2015 г. е наградена с „Кристална лира“ на радио Класик ФМ за цялостен принос към българската култура, както и с наградата „Музикант на годината“ за активна творческа дейност.